# Satellite Award du meilleur son
Le Satellite Award du meilleur son (Satellite Award for Best Sound) est une distinction cinématographique américaine décernée depuis 2000 par The International Press Academy.

## Palmarès
Note : les gagnants sont indiqués en gras.

### Années 2000
- 2000 : Sleepy Hollow
  - Buena Vista Social Club
  - Eyes Wide Shut
  - L'Empereur et l'Assassin (荊柯刺秦王)
  - Sixième Sens (The Sixth Sense)
  - Star Wars, épisode I : La Menace fantôme (Star Wars, Episode I: The Phantom Menace)

- 2001 : Dinosaure (Dinosaur)
  - Chicken Run
  - Mission impossible 2 (Mission: Impossible 2)
  - En pleine tempête (The Perfect Storm)
  - Tigre et Dragon (臥虎藏龍)

- 2002 : Le Seigneur des anneaux : La Communauté de l'anneau (The Lord of The Rings: The Fellowship of the Ring)
  - Hedwig and the Angry Inch
  - Jurassic Park 3
  - Moulin Rouge (Moulin Rouge!)
  - Les Autres (The Others)

- 2003 : Solaris
  - Gangs of New York
  - Le Seigneur des anneaux : Les Deux Tours (The Lord of the Rings: The Two Towers)
  - Minority Report
  - Signes (Signs)

- 2004 : Master and Commander : De l'autre côté du monde (Master and Commander: The Far Side of the World)
  - Kill Bill: Vol. 1
  - Le Dernier Samouraï (The Last Samurai)
  - Le Seigneur des anneaux : Le Retour du roi (The Lord of the Rings: The Return of the King)
  - Mystic River
  - Pur Sang, la légende de Seabiscuit (Seabiscuit)

- 2005 (janvier) : Collatéral (Collateral)
  - Aviator (The Aviator)
  - Code 46
  - Le Fantôme de l'Opéra (The Phantom of the Opera)
  - Le Secret des poignards volants (十面埋伏)
  - Spider-Man 2 – Paul N. J. Ottosson, Kevin O'Connell, Greg P. Russell, Jeffrey J. Haboush, Joseph Geisinger et Susan Dudeck

- 2005 (décembre) : Star Wars, épisode III : La Revanche des Sith (Star Wars, Episode III: Revenge of the Sith)
  - Crazy Kung-Fu
  - Rent
  - Sin City
  - La Comtesse blanche (The White Countess)

- 2006 : Dreamgirls
  - Babel
  - Da Vinci Code (The Da Vinci Code)
  - Mémoires de nos pères (Flags of Our Fathers)
  - X-Men : L'Affrontement final (X-Men: The Last Stand)

- 2007 : La Vengeance dans la peau (The Bourne Ultimatum)
  - 300
  - À la croisée des mondes : La Boussole d'or (His Dark Materials: The Golden Compass)
  - Je suis une légende (I Am Legend)
  - La Môme
  - Pirates des Caraïbes : Jusqu'au bout du monde (Pirates of the Caribbean: At World's End)

- 2008 : The Dark Knight : Le Chevalier noir (The Dark Knight)
  - Australia
  - Le Jour où la Terre s'arrêta (The Day the Earth Stood Still)
  - Iron Man
  - Quantum of Solace
  - WALL-E

- 2009 : 2012
  - Terminator Renaissance  (Terminator Salvation)
  - Transformers 2 : La Revanche (Transformers: Revenge of the Fallen)
  - It Might Get Loud
  - Les Trois Royaumes (赤壁)
  - Nine

### Années 2010
- 2010 : Unstoppable
  - 127 Heures (127 Hours)
  - Inception
  - Iron Man 2
  - Nowhere Boy
  - Secretariat
  - Shutter Island

- 2011[1] : Drive
  - Harry Potter et les Reliques de la Mort - 2e partie (Harry Potter and the Deathly Hallows - Part 2)
  - Super 8
  - Transformers 3 : La Face cachée de la Lune (Transformers: Dark of the Moon)
  - The Tree of Life
  - Cheval de guerre (War Horse)

- 2012[2] : Les Misérables
  - Blanche-Neige et le Chasseur (Snow White And The Huntsman)
  - Flight
  - Kon-Tiki
  - L'Odyssée de Pi (Life Of Pi)
  - Prometheus

- 2014 : Gravity
  - All Is Lost
  - Capitaine Phillips (Captain Phillips)
  - Elysium
  - Inside Llewyn Davis
  - Rush

- 2015 : Whiplash – Ben Wilkins, Craig Mann et Thomas Curley
  - Gone Girl – Ren Klyce et Steve Cantamessa
  - Into the Woods  – Blake Leyh, John Casali, Michael Keller, Michael Prestwoood Smith et Renee Tondelli
  - Noé (Noah) – Craig Henighan, Ken Ishii et Skip Lievsay
  - Snowpiercer, le Transperceneige (Snowpiercer) – Anna Behlmer, Mark Holding, Taeyoung Choi et Terry Porter
  - Transformers : L'Âge de l'extinction (Transformers: Age of Extinction) – Erik Aadahl, Ethan Van Der Ryn et Peter J. Devlin

- 2016 : Seul sur Mars (The Martian) – Mac Ruth, Paul Massey, Mark Taylor et Oliver Tarney
  - Jurassic World – Christopher Boyes, Pete Horner, Kirk Francis, Al Nelson et Gwendolyn Yates Whittle
  - Mad Max: Fury Road – Ben Osmo, Chris Jenkins, Gregg Rudloff, Scott Hecker, Mark Mancini et David White
  - Sicario (Snowpiercer) – Jon Reitz, Tom Ozanich, William Sarokin et Alan Robert Murray
  - Spectre – Stuart Wilson, Scott Millan, Gregg Rudloff, Per Hallberg et Karen Baker Landers
  - Vice-versa (Inside Out) – Michael Semanick, Tom Johnson, Doc Kane, Ren Klyce et Shannon Mills

- 2017 : Tu ne tueras point
  - 13 Hours (13 Hours: The Secret Soldiers of Benghazi)
  - Alliés
  - Un jour dans la vie de Billy Lynn
  - Le Livre de la jungle
  - La La Land

- 2018 : Dunkerque (Dunkirk)
  - Blade Runner 2049
  - Coco
  - Les Heures sombres (Darkest Hour)
  - Logan
  - La Planète des singes : Suprématie (War for the Planet of the Apes)

- 2019 : Sans un bruit (A Quiet Place)
  - Black Panther
  - First Man : Le Premier Homme sur la Lune (First Man)
  - Le Retour de Mary Poppins (Mary Poppins Returns)
  - Roma
  - A Star Is Born

### Années 2020
- 2020 : Le Mans 66 – David Giammarco, Paul Massey, Steve A. Morrow et Donald Sylvester
  - 1917 – Scott Millan, Oliver Tarney (en), Mark Taylor et Stuart Wilson
  - Avengers: Endgame – Tom Johnson, Daniel Laurie, Shannon Mills, Juan Peralta et John Pritchett
  - Joker – Alan Robert Murray, Tom Ozanich et Dean A. Zupancic
  - Once Upon a Time… in Hollywood – Christian P. Minkler, Michael Minkler, Wylie Stateman et Mark Ulano
  - Rocketman – Matthew Collinge et John Hayes

- 2021 : Sound of Metal – Jaime Baksht, Nicolas Becker, Phillip Bladh, Carlos Cortés, Michelle Couttolenc, and Carolina Santana
  - Mank – Ren Klyce, Drew Kunin, Jeremy Molod, Nathan Nance et David Parker
  - The Midnight Sky – Todd Beckett, Danny Hambrook, Dan Hiland, Bjorn Ole Schroeder et Randy Thom
  - Nomadland – Sergio Díaz, Zach Seivers et M. Wolf Snyder
  - The Prom – David Giammarco, Gary Megregian, Steven A. Morrow et Mark Paterson
  - Tenet – Willie D. Burton, Richard King, Kevin O'Connell et Gary Rizzo

- 2022 : Tick, Tick... Boom! – Paul Hsu et Tod A. Maitland
  - Belfast – Niv Adiri, Simon Chase, James Mather et Denise Yarde
  - Dune – Ron Bartlett, Theo Green, Doug Hemphill, Mark Mangini et Mac Ruth
  - The Harder They Fall – Ron Bartlett, Clint Bennett, Doug Hemphill, Richard King et Anthony Ortiz
  - The Last Duel – Daniel Birch, Stéphane Bucher, David Giammarco, Paul Massey, William Miller et Oliver Tarney (en)
  - The Power of the Dog – Richard Flynn, Leah Katz, Robert Mackenzie, Tara Webb et Dave Whitehead

- 2023 : Top Gun: Maverick – Al Nelson, James Mather, Mark Weingarten, Bjorn Schroeder
  - Avatar: The Way of Water – Christopher Boyes, Gwendolyn Yates Whittle, Dick Bernstein, Gary Summers, Michael Hedges, Julian Howarth
  - Babylon – Steven A. Morrow, Ai-Ling Lee, Mildred Iatrou Morgan, Andy Nelson
  - Elvis – David Lee, Wayne Pashley, Andy Nelson, Michael Keller
  - RRR – Raghunath Kemisetty, Boloy Kumar Doloi, Rahul Karpe
  - The Woman King – Becky Sullivan, Kevin O'Connell, Tony Lamberti, Derek Mansvelt

- 2024 : Maestro – Richard King, Steven A. Morrow, Tom Ozanich, Jason Ruder et Dean A. Zupancic
  - American Symphony – Tristan Baylis, Ryan Collison, Tom Paul, Matt Snedecor et William Tzouris
  - Ferrari – Tony Lamberti, Andy Nelson, Lee Orloff et Bernard Weiser
  - Killers of the Flower Moon – Tod A. Maitland, John Pritchett, Philip Stockton et Mark Ulano
  - Napoléon – James Harrison, Paul Massey, William Miller, Oliver Tarney et Rachael Tate
  - Oppenheimer – Willie D. Burton, Richard King, Kevin O'Connell et Gary Rizzo

- 2025 : Wicked – Simon Hayes, John Marquis, Andy Nelson et Nancy Nugent Title
  - Un parfait inconnu (A Complete Unknown) – Ted Caplan, David Giammarco, Tod Maitland, Paul Massey et Donald Sylvester
  - Dune, deuxième partie (Dune: Part Two) – Ron Bartlett, Doug Hemphill, Gareth John et Richard King
  - Emilia Pérez – Hortense Bailly, Aymeric Devoldère, Cyril Holtz et Carolina Santana
  - Gladiator 2 – Stéphane Bucher, Matthew Collinge, Paul Massey et Danny Sheehan
  - Twisters – Christopher Boyes, Pete Horner, Al Nelson et Bjørn Ole Schroeder